# The Detective's Stratagem
The Detective's Stratagem er en amerikansk stumfilm fra 1913.

## Medvirkende
- James Cooley
- Claire McDowell som Kate
- Harry Carey som Keene
- Charles West
- Joseph McDermott